# البوذية في جنوب شرق آسيا

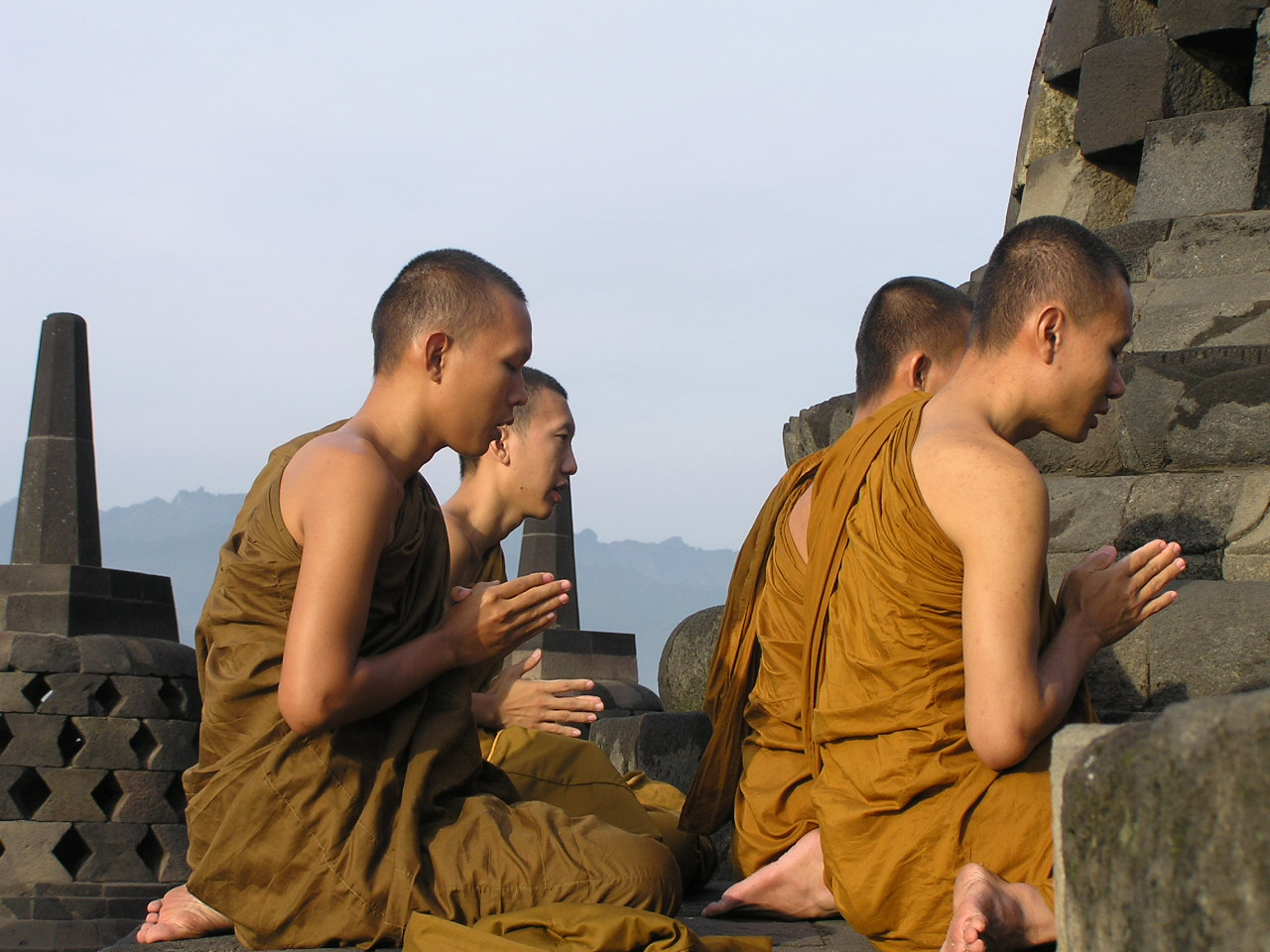
البوذية ,تقاليد واصول

تضم البوذية في جنوب شرق آسيا مجموعة متنوعة من المذاهب بما في ذلك مذهبين رئيسين: المهايانا والتيرافادا. تاريخياً، تصدَّر مذهب الماهايانا مكانةً بارزةً في هذه المنطقة، ولكن في الوقت الحديث فإن معظم البلدان تتبع مذهب التيرافادا.
أما دول جنوب شرق آسيا ذات الأغلبية البوذية التيرافادية فهي تايلاند، وكمبوديا، ولاوس، وميانمار.
لا تزال فيتنام تتمتع بأغلبية ماهايانية وذلك بسبب التأثير الصيني. أما إندونيسيا فقد كانت تتبع البوذية الماهايانية منذ عهد إمبراطوريتي سيلندرا وسيرفيجايا، أما الآن، تُمارس البوذية الماهايانية في إندونيسيا بشكل كبير من قبل الجالية الصينية، كما هو الحال في سنغافورة وماليزيا. كما أن الماهايانية البوذية هي الديانة السائدة لمعظم المجتمعات الصينية في سنغافورة. أما بالنسبة لكل من ماليزيا، وبروناي، وإندونيسيا، فلا تزالُ تشكل أقليةً قوية.

## تاريخها

### التقاليد والأصول المبكرة
وصلت البوذية إلى جنوب شرق آسيا مباشرة من الهند وذلك عبر البحر، وبشكل غير مباشر من آسيا الوسطى والصين في عملية امتدت إلى معظم الألفية الأولى قبل الميلاد.
في القرن الثالث قبل الميلاد، كان هناك خلاف بين الرهبان السيليانيين حول اختلاف الممارسات بين بعض مجالس رهبان بيكهو ورهبان فاجيان. وقد أكد رهبان بيكهو على تقاليد الـ «تيرافادا» ورفضوا بعض ممارسات رهبان فاجيان. ويعتقد أن هذا الأمر هو ما أشعل الانقسام بين المذهبين البوذيين التيرافادا والماهايانا.
تشكلت البوذية التيرافادية وتطورت على يد سيلاني بيكهو، وذلك خلال الفترة التي امتدت من القرن الثالث قبل الميلاد إلى القرن الخامس الميلادي. ومع ذلك، لم يصل تأثير السيليانيين إلى جنوب شرق آسيا حتى القرن الحادي عشر الميلادي. تطورت البوذية التيرافادية في جنوب الهند ثم انتقلت بعد ذلك عبر سريلانكا، وبورما، وتايلند، وكمبوديا، ولاوس، وغيرها.
في القرن الثاني عشر، تطورت الماهايانا البوذية في شمال الهند وانتقلت عبر التبت، والصين إلى فيتنام، وإندونيسيا وما وراءها.
ويعتقد أن البوذية دخلت جنوب شرق آسيا من خلال التجارة مع الهند، والصين، وسريلانكا خلال القرون الأولى والثانية والثالثة. ومن أوائل الروايات عن البوذية في جنوب شرق آسيا كانت بعثة بوذية تيرافادية أرسلها الإمبراطور الهندي أشوكا إلى بورما الحالية، عام 250 قبل الميلاد. وقد جرى استقبال هذه البعثة من قبل مملكة مون، واعتنق العديد من الناس البوذية. لذلك من خلال هذا اللقاء المبكر وغيره مع الدين البوذي، وبسبب التجارة الإقليمية المستمرة بين جنوب شرق آسيا والصين وجنوب آسيا، فقد انتشرت البوذية في جميع أنحاء جنوب شرق آسيا. بعد الوصول الأولي إلى بورما الحالية، انتشرت البوذية في أنحاء إقليم جنوب شرق آسيا، وإلى جزر ماليزيا، وإندونيسيا الحالية. يوجد شكلان رئيسيان للبوذية في جنوب شرق آسيا، وهما «تيرافادا» و«ماهايانا».
انتشرت البوذية التيرافادية من الهند إلى سريلانكا (ثم إلى المنطقة كما هو مبين أعلاه)، وكانت بشكل أساسي في كل من الولايات الحالية في بورما، وكمبوديا، ولاوس، وتايلند، وجنوب فيتنام. ويعتقد أن البوذية الماهايانية انتشرت من الصين والهند إلى جنوب شرق آسيا خلال القرنين الأول والثاني. وقد ترسخت الماهايانا بشكل أساسي في جنوب شرق آسيا البحري، مع أنها كانت تتمتع بنفوذ قوي في فيتنام، ويرجع ذلك جزئيًا إلى ارتباطهم بالصين.

### إمبراطوريات سريفيجايا وجافا والخمير
من القرن الخامس وحتى القرن الثالث عشر، تأثرت إمبراطوريات جنوب شرق آسيا مباشرة بالهند، حيث اتبعت هذه الإمبراطوريات مذهب الماهايانا. وقد تنافست إمبراطورية سريفيجايا في الجنوب وإمبراطورية الخمير في الشمال في تأثيرها، وقد أعرب فنّهم عن آلهة الماهيانا الغنية «البوداسَف».
سريفيجايا أو شريفيجايا، إمبراطورية بحرية تتمركز في فلمبان أو فاليمباغ في جزيرة سومطرة في إندونيسيا، اعتمدت الماهايانا والفاجراينا البوذية، وكانت تحت حكم سلالة ملوك تدعى «سيلندرا». وصفها كتاب التغيرات أو أيجنغ فاليمباغ بأنها مركز كبير للتعلم البوذي حيث دعم الإمبراطور أكثر من ألف راهب في بلاطه. وقد أشاد أيجنغ بأهمية البوذية منذ عام 671 ونصح الحجاج الصينيين المستقبليين بقضاء عام أو عامين في فاليمباغ. ضعفت سريفيجايا؛ وذلك بسبب النزاعات مع حكام آل تشولا في الهند، قبل أن يزعزعها التوسع الإسلامي في القرن الثالث عشر.
بين القرن الثامن والحادي عشر، ازدهرت مملكة ماتارام القديمة أو مملكة ماتارام الهندوسية التي تقع في جاوة الوسطى وتحكمها سلالة سياريندرا، والتي تنتمي أيضًا إلى عائلة سريفيجايا الحاكمة. شهد حكم الملك بانينجران (ر. 760—780) صعود تأثير الماهايانا البوذية في جاوة الوسطى، حيث أصبح ملوك سياريندرا الرعاة المتحمسين للبوذية. وقد شيدت العديد من المعابد والآثار البوذية في هذه المنطقة. ومن الأمثلة البارزة على ذلك كالاسان، ومانوجوسيجريها، وبلاوسان، والحجر الكبير ماندالا بوروبودور، الذي اكتمل خلال حكم ساماراتونجا (ر. 819–838) في أوائل القرن التاسع. وقد تميزت هذه الفترة بذروة الحضارة البوذية في إندونيسيا.
من القرن التاسع إلى القرن الثالث عشر، سيطرت الإمبراطورية الخميرية البوذية والهندوسية على جزء كبير من شبه جزيرة جنوب شرق آسيا. وتحت حكم الخمير، بُني أكثر من 900 معبد في كمبوديا وتايلند المجاورة. وكانت مدينة أنغكور مركز هذا التطور، حيث كان مجمع المعابد والتنظيم الحضري قادراً على دعم نحو مليون من سكان الحضر.

### الانتشار المبكر للبوذية التيرافادية
هناك العديد من العوامل التي ساهمت في الانتشار المبكر للبوذية التيرافادية في جميع أنحاء جنوب شرق آسيا. أما الطرق الثلاث الرئيسية التي نُقل بها الدين إلى هذه المنطقة فهي من خلال أنظمة التجارة والزواج والعمل التبشيري. كانت البوذية دائماً ديانة تبشيرية، وتمكنت البوذية من الانتشار بسبب عمل وسفر الدعاة. أما بالنسبة لشعب مون، فيشكل مجموعة عرقية من بورما (ميانمار)، والتي ساهمت في نجاح البوذية التيرافادية داخل الهند الصينية. ومن المحتمل أن تكون البوذية قد قدمت إلى شعب مون خلال حكم أشوكا ماويا، زعيم أسرة ماوريان (268-232 قبل الميلاد) في الهند. حكم أشوكا مملكته وفقًا للقانون البوذي وطوال فترة حكمه، أرسل سفراء البلاط والمبشرين لتقديم تعاليم بوذا إلى كل من منطقة الشرق ومقدونيا، وكذلك إلى أجزاء من جنوب شرق آسيا. وكانت للهند طرق تجارية تمر عبر كمبوديا، ما سمح بانتشار هذه الإيديولوجيات بيُسر. تُعد «مون» إحدى أقدم المجموعات العرقية في جنوب شرق آسيا، ومع تحول المنطقة ونموها، تبنى سكان بورما الجدد ثقافة شعب مون، وأبجديته، ودينه. شهدت البوذية منتصف القرن الحادي عشر انحداراً في جنوب شرق آسيا.
من القرن الحادي عشر إلى القرن الثالث عشر، سيطرت إمبراطورية الخمير على شبه جزيرة جنوب شرق آسيا. وقد كانت الهندوسية الديانة الأساسية للإمبراطورية الخميرية، مع نسبة أصغر من الناس الملتزمين أيضًا بالماهايانا البوذية. في أثناء حكم الخمير، كانت البوذية التيرافادية موجودة فقط في أجزاء من ماليزيا، وشمال غرب تايلاند، وبورما السفلى. شهدت البوذية التيرافادية انتعاشًا تحت حكم أنواراهتا مينساو (1014-1077 ميلادية). كان أناراهتا حاكمًا لإمبراطورية باجان في بورما، ويعتبر مؤسس الدولة البورمية الحالية. وقد اعتنق أناراجتا مذهب تيرافادا البوذي وأحياه من خلال بنائه المدارس والأديرة التي علّمت وأيدت إيديولوجيات التيرافادا. وسمح نجاح التيرافادا البوذية في بورما تحت حكم أنواراهتا بنمو لاحق للبوذية في بلدان جنوب شرق آسيا المجاورة، مثل تايلاند، ولاوس، وكمبوديا. لا تزال تأثيرات شعب مون وكذلك إمبراطورية باغان جليّة حتى اليوم في جميع أنحاء المنطقة. في الوقت الحالي، فإن دول جنوب شرق آسيا الأكثر ممارسة لمذهب تيرافادا البوذي هي ميانمار، وتايلاند، ولاوس، وكمبوديا.

### السلطة والمقاومة السياسية
لطالما وصف بعض العلماء البوذية بأنها ديانة دنيوية أخرى، غير متجذرة في النشاط الاقتصادي والسياسي. ويرجع هذا جزئياً إلى تأثير عالم الاجتماع الألماني ماكس فيبر، الذي كان باحثًا بارزًا في الدين وكان له تأثير كبير على الطريقة التي تدرس بها البوذية في جنوب شرق آسيا. وقد بدأ العديد من علماء البوذية المعاصرين في جنوب شرق البوذية في الابتعاد عن مدرسة فكر ماكس فيبر وتحديد الدور الذي لعبته البوذية في الحياة الاقتصادية والسياسية اليومية في المنطقة. لعبت البوذية أيضًا دورًا في توطيد السلطة والمقاومة السياسية على مر التاريخ، إذ يعود تاريخها إلى القرن العاشر والحادي عشر. كانت المقاومة البوذية جزءًا من العديد من اللحظات التاريخية المهمة، بداية من مقاومة الاستعمار والقوى الاستعمارية، وتأسيس الدولة القومية، وترسيخ السلطة السياسية داخل الممالك والدول. كانت بعض أقدم الروايات عن الصراع الديني الذي يرجع إلى القرن الحادي عشر والتي وقعت في بورما الحالية. فقد كان هناك توتر بين الملوك البوذيين الذين يتطلعون إلى خلق دين أكثر اتساقًا، مع طوائف مختلفة من العبادة البوذية. وعلى وجه الخصوص، كانت هناك مقاومة من أصحاب عبادة النات، وهي ممارسة دينية ترجع إلى ما قبل البوذية في بورما. وكان الملوك البوذيون في ذلك الوقت يحاولون توحيد مختلف طوائف البوذية بالقضاء على حركات الهرطقة. هذا وقد كان ذلك من أجل الحفاظ على سلطتهم وعلى شعبهم، كذلك في محاولة لتنقية الإيمان.
في القرنين التاسع عشر والعشرين، وفي أثناء حكم نغيين في فيتنام، كان هناك تعارض بين حكام الكونفوشية والممارسين الرهبان البوذيين خلال التوحيد المبكر للإمبراطورية. وكان الحكام يخشون من احتمال حدوث تمرد من مواقع الرهبان في الريف، وقد انتُقدت بشدة الممارسات الروحية للطوائف البوذية، بما في ذلك الاعتقاد في إمكانية الحَصانة على أساس الكفاءة. وبعد محاولة إبطال شرعية العقيدة البوذية في أعين الشعب الفيتنامي من خلال هذا الانتقاد لممارساته، أعلن هؤلاء أنهم في حرب على البوذية لسحق أي مقاومة من أجل توطيد إمبراطوريتهم.
خلال أواخر القرن التاسع عشر وأوائل القرن العشرين، كانت هناك حركات مقاومة بوذية في مملكة سيام. وقد قاد هذه الحركات «الرجال المقدسون» أو «فو مي بون» الذين كانوا يتمتعون بسلطة كبيرة لكفاءتهم. وزعم بعض هؤلاء الرجال أن لديهم حصانة ضد رصاص العدوّ، وأنهم قد تقاسموا قدرتهم من خلال الاستحمام في المياه المقدّسة. جرى أول تمرد على جماعة «فو مي بون» بقيادة راهب بوذي سابق، وهو فايا فاب، قاوم زيادة الضرائب في إقليم شيانج ماي وأعلن أنه سيكون الملك البوذي المثالي الجديد في المنطقة. لم تكن هذه الحركات مرتبطة بالبوذية السائدة في ذلك الوقت، ولكن العديد من الزعماء كانوا مقيدين بالرهبان واستغلّوا بعض الرموز والفلسفات البوذية.
لعبت المقاومة البوذية دوراً في الحركات المناهضة للاستعمار. في أثناء الاستعمار البريطاني لبورما في القرن التاسع عشر، كانت هناك عسكرة بوذية شديدة ومقاومة للمحتلين المستعمرين في محاولة لاستعادة الملكية البوذية المثالية. كما شهدت جنوب شرق آسيا مؤخرًا حركات مقاومة بوذية. وذلك بعد استيلاء الشيوعيين على لاوس في عام 1975، خشي بعض الرهبان البوذيين من أن تكون البوذية مهددة من قِبَل حكومة لاوس الباثوية. وقد فر العديد من الرهبان من لاوس إلى تايلاند، وساعدوا في تمويل حركات المقاومة عبر الحدود. وقد دعم الرهبان الذين أقاموا في لاوس مقاتلي المقاومة بالغذاء والإمدادات الطبية. من الأحداث الأخرى للمقاومة البوذية في سايغون عام 1963، عندما قام راهب ماهايانا البوذي، تتش كوان دك، بالتضحية بذاته في وسط تقاطع مزدحم. كانت هذا التضحية بالنفس بمثابة عمل احتجاجي على نظام ديم الفيتنامي الجنوبي المؤيد للكاثوليكية، والذي اضطهد البوذيين.

## تقاليد التيرافادا
تمتد جذور البوذية التيرافادية في جنوب شرق آسيا إلى البوذية السيليونية التي انتقلت من سريلانكا إلى بورما ثم إلى تايلاند.
«بوذا»، و«داما»، و«سانغا»، هي الجوانب الأساسية الثلاثة للفكر البوذي التيرافادي. بوذا هو معلم الآلهة والرجال. أما الداما، تتكون من تعاليم بوذا. فهي المسار الذي يتم من خلال كلمات وأفعال بوذا الواجب اتباعها. يقود هذا المسار صاحبه من عالم الرغبة، عالم الشكل، إلى عالم بلا شكل بوجهته النهائية ألا وهي السكينة. يشير سانغا (التجمعات) إلى نوعين من أتباع بوذا: العلمانيين والرهبان. يتبع أتباع الرهبان طريق البيكهو. يعيش البيكهو حياةً منضبطةً للغاية على غرار بوذا، بدءًا من «باباجا»، أو ممارسي الرسامة المبتدئين «سامانيرا»، إلى «أباسامبادا»، أو الرسامة الأعلى «بيكهو».

## تقاليد الماهايانا
تعود جذور البوذية الماهايانية في جنوب شرق آسيا إلى التقاليد البوذية التي سافرت من شمال الهند عبر التبت والصين، ثم انتقلت في النهاية إلى فيتنام، وإندونيسيا، وأجزاء أخرى من جنوب شرق آسيا.
تتكون البوذية الماهايانية من مجموعة كبيرة ومتنوعة من السوترا (حكم وأقوال مكتوبة) المختلفة. إن السمة المميزة لبوذية الماهيانا هي شمولها لمجموعة واسعة من المذاهب. إذ يشمل مذهب الماهايانا ثلاث هيئات لبوذا ا«تريكايا». الأولى هيئة التحول «نيرمانكايا»، والثانية هي هيئة النعيم أو المتعة «(سامبهوجاكايا)»، والثالثة هي هيئة القانون أو الجوهر «دارماكايا». وان كلًا منها يدل على وظيفة لبوذا. ومن المواضيع الأخرى في مذهب مهايانا البوذي، هو طريق «البوذاسف» أو «المستنير». بحيث يجري سرد القصص عن حياة بوذا السابقة بهيئة بوذاسف. تُعلِّم هذه القصص الصفات المرغوبة لتكون بوذيًا جيدًا من الماهايانا. البوذاسفيون هم أشخاص غير أنانيين، لأنهم لا يهتمون فقط بخلاص وتحرير وسعادة أنفسهم، ولكن أيضًا بخلاص الآخرين وتحريرهم وسعادتهم.